# Harfe (Heraldik)

Harfe im Wappen der Republik Irland

Das Musikinstrument Harfe ist in der Heraldik eine Wappenfigur.
Dargestellt wird das Instrument mit wenigen Saiten  und in den allgemeinen natürlichen bekannten Formen. Hier sind hauptsächlich drei Varianten gebräuchlich. Die Farbgebung ist in allen heraldischen Farben möglich, Saiten oft anders gefärbt. Gelegentlich ist am Instrument eine Fratze oder eine andere Figur (Beispiele: Teufel, Frauenkörper, Adler) zur Verschönerung angebracht. Bei der Wappenbeschreibung ist diese Abwandlung zu erwähnen.
Die keltische Harfe in den irischen und britischen Wappen und Flaggen ist zu einem unverwechselbaren Hoheitsmerkmal geworden. Auf dem Royal Standard, der britischen Königsflagge, ist die Harfe mit einem geflügelten Frauenkörper geziert. Im irischen Wappen ist die Harfe seit Heinrich VIII. (1509–1547) und als Vorbild diente die Brian-Boru-Harfe. Im Wappen von Irland wird die Harfe oft als Davidharfe bezeichnet. Ein Bild von König David mit Harfe wird als Unsinn abgetan. Nachgewiesen ist sie jedoch auf dem Revers von Münzen. Irländische Schillinge von 1561 waren mit drei Harfen geprägt. Auch die Münzen von irischem Pfund und heutige irische Euromünzen tragen eine Harfe.

## Beispiele

Formbeispiel 1
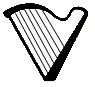
Formbeispiel 2
Formbeispiel 3
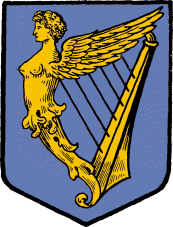
Beispiel 4 mit Figur
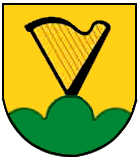
Altensteig-Spielberg
Harpstedt
Neckarsteinach
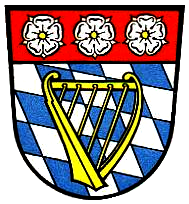
Landkreis Riedenburg
Jarvenpaa (FIN) mit Flug
Kangasala (FIN)
Wappen von Karl-Heinz Wiesemann, des Bischofs von Speyer